# Походные шелкопряды
Походные шелкопряды (лат. Thaumetopoeidae) — семейство бабочек из группы Bombycoidea (Шелкопрядовые), гусеницы которых обладают инстинктом миграций к новым местам кормёжки, собираясь обществами, в виде длинных колонн или процессий, отчего они и получили такое название. Их нередко включают в семейство Notodontidae в ранге подсемейства.

## Описание

### Имаго
Крылья в размахе 3—4 см. Окраска серая или желтовато-серая с тёмными полосами. Тело бабочек покрыто волосками.

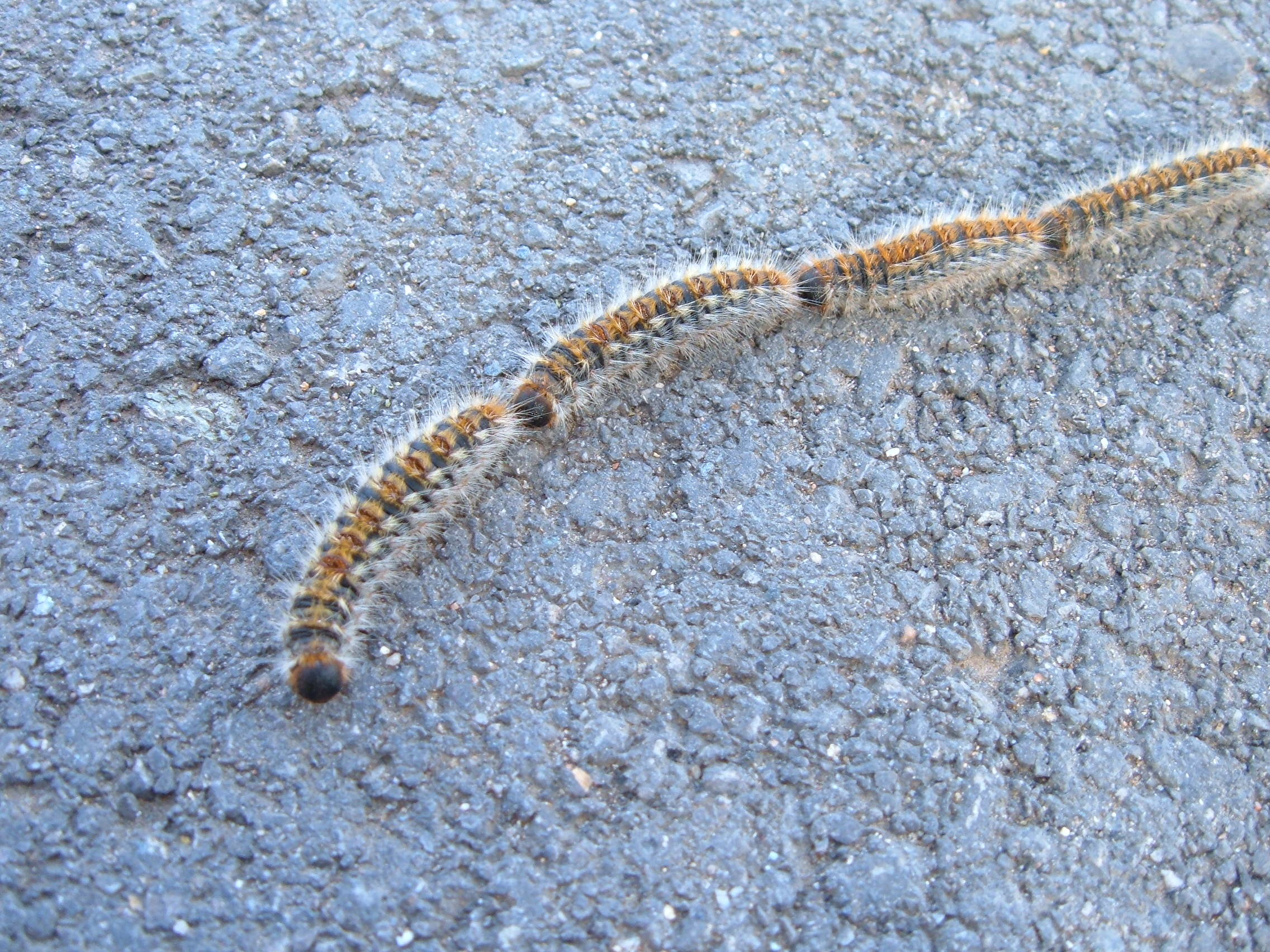
Гусеницы южного походного шелкопряда

### Гусеницы
Гусеницы живут большими группами, в паутинных гнездах. Во время миграций гусеницы походных шелкопрядов передвигаются цепочкой друг за другом, следуя за впереди передвигающейся гусеницей. Также они руководствуются шелковистой нитью, которую оставляет «гусеница-вожак», которая движется медленно и совершает ощупывающие, поисковые движения в различных направлениях.
Один из самых знаменитых экспериментов известного французского энтомолога Жана Анри Фабра, проделанный им в 1896 году, был посвящён именно данным особенностям поведения гусениц соснового походного шелкопряда (Thaumetopoea pinivora). Направляемая колонна этих гусениц вползла на верхний край большого цветочного горшка. «Гусеница-вожак», достигнув его края начала ползти по нему, описывая окружность; остальные гусеницы инстинктивно продолжали двигаться за ней. Когда «гусеница-вожак» проползла полный круг и наткнулась на очередную гусеницу, выползающую на край кадки, Фабр удалил всех остальных гусениц с боковой стенки горшка и щеточкой тщательно стёр нить, оставленную на ней гусеницами. После чего «гусеница-вожак», обнаружив нить, стала следовать за последней гусеницей, перестав быть «вожаком». Колонна гусениц «замкнула круг» и начала передвигаться по краю горшка. Примечательно, что гусеницы продолжали двигаться «по кругу» восемь дней подряд, распадаясь на две группы в период «отдыха» в ночное время и воссоединяясь вновь в «кольцо» с началом периода своей суточной активности, пока из-за истощения и голода не стали по очереди падать с края кадки.
Гусеницы, при массовом размножении могут выедать целые гектары лесов и лесных массивов.
Питаются листьями древесных растений. Волоски гусениц ядовиты — попадая на кожу или в дыхательные пути человека, вызывают воспаление. Окукливаются в овальных коконах.

## Ареал и систематика
Бабочки распространены в Европе, Северной Африке, на Ближнем Востоке и в Индии. На территории России обитает 2 вида: Thaumetopoea pityocampa (Кавказ) и сосновый походный шелкопряд (Т. pinivora) (в Калининградской области), гусеницы которых питаются хвоей сосны. Шелкопряд походный дубовый (Thaumetopoea processionea), гусеницы которого питаются листьями дуба, с территории России не известен; его наиболее восточные нахождения в Швеции, Польше, Словакии, Венгрии, Румынии.

### Роды
Aglaosoma

Axiocleta

Cynosarga

Epicoma

Mesodrepta

Ochrogaster

Tanystola

Thaumetopoea

Trichiocercus